# 渋川満頼
渋川 満頼（しぶかわ みつより）は、室町時代前期から中期にかけての武将・守護大名、九州探題。

## 生涯
文中元年/応安5年（1372年）、渋川氏6代当主・渋川義行の次男として誕生。3代将軍・足利義満から偏諱を受け、満頼と名乗る。
幼少時に父を亡くすが、天授元年/永和元年（1375年）から明徳4年（1393年）まで備中国、天授5年/康暦元年（1379年）から弘和2年/永徳2年（1382年）まで摂津国、応永元年（1394年）から応永7年（1400年）まで安芸国の守護を務めた。
応永3年（1396年）からは足利義満に罷免された今川貞世（了俊）の後を継いで亡父と同じ九州探題の職に任じられた。
探題となってからは少弐氏や菊池氏、阿蘇氏らの反幕府勢力の平定に努力し、少弐貞頼、菊池武朝と戦った。特に少弐氏との因縁はこの後数代にわたって続いていくことになる。満頼は諸大名の統制においては了俊に及ばないものの無難にその任を務め、肥前国を探題の分国と定めて渋川氏が九州における一勢力として戦国時代前期まで存続する基盤を築いた。満頼は筑前国より肥前に本拠を遷し、肥前養父郡綾部(綾部城)に守護館を設けた。これが渋川氏代々の館となった。
また、一方で李氏朝鮮と積極的に交易を行い、自らを九州都督、鎮西節度使などと称し朝鮮国王から貿易を許す印である図書を与えられて受図書人となった。
応永13年（1406年）、剃髪して道鎮と号し、応永26年（1419年）、九州探題を辞任して子・義俊に譲る。以降、九州探題は渋川氏が代々世襲していくこととなった。
文安3年（1446年）3月13日、京都で死去。